# Святая святых
Святая святых (устар. святое святых, святое-святых, др.-греч. ἅγιος αγίων, лат. sancta sanctorum) — калька с еврейского Кодеш ха-Кодашим (קֹדֶשׁ הַקֳּדָשִׁים‎) — самое сокровенное место Скинии собрания, а затем и Иерусалимского храма, где хранились Скрижали Завета.
Этим именем обозначалась внутренняя часть Скинии собрания, отделённая от внешнего помещения завесой (парохет), в которой находился Ковчег Завета. Святость места определялась ещё и тем, что именно там, над ковчегом, Господь являлся первосвященнику для провозглашения своей воли и заветов еврейскому народу. В Иерусалимском храме Святая святых называлась также двир (דְּבִיר‎, в Синодальном переводе — давир) и в ней располагался Камень Основания (или Краеугольный камень) Храмовой горы, над которым сейчас стоит мусульманский Купол Скалы. Согласно Талмуду, с него Господь начал Сотворение мира.
Святая святых в иудаизме характеризовалась как место, где физически ощущается присутствие Божье (см. Шехина).

## Ритуал
Как в Скинии собрания, так и в Иерусалимском храме входить в Святая святых разрешалось исключительно первосвященнику раз в год в Судный день. Первосвященник окроплял помещение кровью жертвенных животных (быка и козла, принесённых в жертву на жертвеннике во внешнем дворе Храма) и воскуривал благовония перед Ковчегом Завета. Там же располагались золотые курильницы. Во время этого действа первосвященник произносил тетраграмматон, сокровенное имя Бога, и это было единственным моментом, когда имя Божье называлось вслух.

## В христианстве
Христианский храм также имеет своё Святое Святых, но в него могут входить и архиереи (как первосвященник), и иереи (как кохены), и диаконы c иподиаконами (как левиты).

## Современный смысл
«Святая святых», в общем смысле — 1) самое дорогое, сокровенное; 2) наиболее сокровенное, святое место в центральных культовых сооружениях различных религий, доступ к которому обычно строго табуирован и с которым традиционно связывается физическое присутствие божественных сил.